# Liubartas-Burg
Die Liubartas-Burg (oder auch Burg von Luzk; ukrainisch Замок Любарта Samok Lubarta, polnisch Zamek w Łucku) befindet sich in der Altstadt von Luzk in der Oblast Wolyn im Westen der Ukraine.

## Lage
Die sehr gut erhaltene Burg liegt auf einem Hügel in der Altstadt von Luzk. Sie ist nur von einer Seite zugänglich. Sie ersetzt eine ältere Anlage am Ufer des Styr.

## Anlage

Plan der Burg Lubarta in Luzk (1=Hauptturm 2=Bischofsturm 3=Styrturm)

Der Durchmesser der Burg beträgt ca. 100 Meter. Die Anlage wurde aus Ziegel gebaut und hat drei Türme. Der Eingang erfolgt durch das Burgtor im Hauptturm.
Heute beherbergt die Burg ein Buchmuseum, das sich mit der Geschichte des Buchdrucks beschäftigt, sowie ein Glockenmuseum im ehemaligen Bischofsturm. Der dritte Turm, der sogenannte Styrturm, wurde als Archiv verwendet, im Keller befand sich das Burggefängnis.

## Geschichte
Der Bau wurde vom litauischen Fürsten Liubartas (orthodoxer Name Dmitri) 1340 begonnen und 1383 beendet.
Später hatte Fürst Vytautas eine seiner Residenzen auf der Burg. Im Jahre 1429 fand in der Burg der Luzker Kongress statt.
Am 2. Juli 1941 wurden von den Deutschen 1.160 Juden innerhalb der Mauern der Burg ermordet.
Seit 1977 wird die Burganlage restauriert.